# 吉岡たく
吉岡 たく（よしおか たく、1970年1月22日）は、日本のシンガーソングライター、作曲家、編曲家。高知県高知市出身。バンドlost CANDIでの活動を経て、現在に至る。

## 楽曲提供
嵐
- シングル収録曲
  - 「Step and Go」（編曲）（2008年）
  - 「How to fly」（編曲）-『One Love』c/w（2008年）
  - 「Believe」（編曲）（2009年）
  - 「Monster」（Hirofumi Sasakiと共編曲、Taku Yoshioka名義）（2010年）
  - 「To be free」（Samuel Waermoと共編曲）（2010年）
  - 「Dear Snow 」（宮野幸子と共編曲）（2010年）
  - 「STORY」（編曲）-『果てない空』c/w（2010年）
  - 「wanna be...」（編曲）-『迷宮ラブソング』通常盤c/w（2011年）
  - 「How Can I Love」（編曲）-『ワイルド アット ハート』初回限定盤c/w（2012年）
  - 「君がいるから」 （編曲）-『Your Eyes』初回限定盤c/w（Taku Yoshioka名義）（2012年）
  - 「full of love」 （編曲）-『Calling/Breathless』通常盤c/w（2013年）
  - 「Magic hour」 （編曲）-『Endless Game』初回限定盤c/w（2013年）
  - 「Sync」 （編曲）-『Bittersweet』通常盤c/w（2014年）
  - 「Fly」 （編曲）-『GUTS !』初回限定盤c/w（2014年）
  - 「more and more」（編曲）-『Sakura』通常盤c/w（2015年）
  - 「この手のひらに」（編曲）-『青空の下、キミのとなり』通常盤c/w（2015年）
  - 「愛のCollection」（編曲）-『復活LOVE』通常盤c/w（2016年）
  - 「supersonic」（編曲）-『I seek/Daylight』通常盤c/w（2016年）
  - 「unknown」（編曲）-『I'll be there』通常盤c/w（2017年）
  - 「Doors ～勇気の軌跡～」（編曲）（2017年）
  - 「Circle」（編曲）-『Find The Answer』通常盤c/w（2018年）
- アルバム収録曲
  - 「keep a peaK」（作曲・編曲）-『いざッ、Now』（2004年）
  - 「La tormenta 2004」（作曲・編曲）-『5×5 THE BEST SELECTION OF 2002←2004』（2004年）
  - 「COOL & SOUL」（作曲・編曲）-『ARASHIC』（2006年）
  - 「Can't Let You Go」（櫻井翔/編曲）-『Time』（2007年）
  - 「Naked」（松本潤/作曲￥編曲）-『Dream "A" live』（2008年）
  - 「Attack it!」（作曲・編曲）、「Re(mark)able」（作曲・編曲）-『All the BEST! 1999-2009』（2009年）
  - 「マダ上ヲ」（佐々木博史と共編曲）、「Come back to me」（松本潤ソロ・Shigeoと共編曲）-『僕の見ている風景』（2010年）
  - 「Rock this 」（編曲）、「まだ見ぬ世界へ」（iiiSAKと共編曲）、「Shake it!」（松本潤ソロ・編曲）-『Beautiful world』（2011年）
  - 「Welcome to our party」（編曲）、「Waiting for you」（宮野幸子と共編曲）-『Popcorn』（2012年）
  - 「サヨナラのあとで」（編曲）、「P･A･R･A･D･O･X」（A.K.Janeway、James Bird、Olly Goodman、Michael Duke、Emma Rohanと共編曲）-『LOVE』（2013年）
  - 「TRAP」（編曲）-『THE DIGITALIAN』（2014年）
  - 「MUSIC」（二宮和也ソロ・編曲）-『Japonism』（2015年）
  - 「Don't You Get It」（佐々木博史と共編曲）-『Are You Happy?』（2016年）
  - 「抱擁」（編曲）-『「untitled」』（2017年）

TOKIO
- 「ALIVE-LIFE」（編曲、2003年）
- 「僕の恋愛事情と台所事情」（編曲、2005年）
- 「Baby blue」（編曲）-アルバム『5 AHEAD』（2001年）
- 「Midnight Rose」（共同編曲）-アルバム『glider』（2003年）

NEWS
- 「TEPPEN」（共同編曲）-アルバム『pacific』収録（2007年）
- 「ワンダーランド」（編曲）-アルバム『LIVE』収録（2010年）

KinKi Kids
- 「月夜ノ物語」、「ひらひら」（いずれも共同編曲）「ハルカナウタ」（編曲）-アルバム『F album』収録（2002年）

CHEMISTRY
- 「Shawty」(CHEMISTRY+Synergy)（編曲、2010年）
- 「Independence」（編曲、2011年）

KAT-TUN
- 「フリーズ」（編曲）-アルバム『cartoon KAT-TUN II You』特典CD（2007年）
- 「Love yourself 〜君が嫌いな君が好き〜」（編曲、2010年）
- 「Going!」（編曲）-アルバム『NO MORE PAIИ 』（2010年）
- 「TEN-G」（作曲、編曲）、「ビバップ・タイム」（作曲）

V6
- 「Swing!」（編曲、2008年）
- 「Crank it up!!」（編曲、2010年）

Hey! Say! JUMP
- 「アイ☆スクリーム」-アルバム『JUMP NO.1』収録（2010年）
- 「ス・リ・ル」-シングル『SUPER DELICATE』収録（2012年）
- 「ウタウタウ」-アルバム『JUMP WORLD』収録（2012年）
- 「Glorious」-シングル『Give Me Love』収録（2016年）
- 「Snow Memories」-シングル『マエヲムケ』収録（2018年）
- 「We Believe」（Aaltostratusと共編曲）-アルバム『SENSE or LOVE』収録（2018年）
- 「Waiting for the rain」（中島裕翔）-アルバム『SENSE or LOVE』収録（2018年）
- 「ネガティブファイター」（2021年）

関ジャニ∞
- 「浪花いろは節」（Winter Rock Mix、Trance Mixともに編曲）-アルバム『感謝＝∞』収録（2004年）
- 「好きやねん、大阪。」（編曲、2005年）
- 「ブリュレ」（編曲）-アルバム『PUZZLE』収録（2009年）

藤木直人
- 「Sounds of The Sun」（編曲）-アルバム『∞ Octave』収録（2009年）

Kis-My-Ft2
- 「Chance Chance Baybee」（横尾渉・宮田俊哉・二階堂高嗣・千賀健永歌唱：編曲）-アルバム『Goodいくぜ!』収録（2013年）
- 「アイノビート -Album mix-」（Remix）-アルバム『Goodいくぜ!』収録（2013年）
- 「ROCK U」（北山宏光ソロ・編曲）-アルバム『Goodいくぜ!』収録（2013年）
- 「3.6.5」（編曲）-アルバム『Kis-My-Journey』収録（2014年）
- 「Kiss魂 -Remix-」（編曲）-シングル『Kiss魂』収録（2015年）
- 「r.a.c.e.」（編曲）-アルバム『MUSIC COLOSSEUM』収録（2017年）
- 「MARIA」（藤ヶ谷太輔ソロ・編曲）-アルバム『BEST of Kis-My-Ft2』収録（2021年）

Sexy Zone
- 「It’s going down」（菊池風磨ソロ・編曲） - シングル『男 never give up』初回限定盤F収録（2014年）
- 「Change the world」（編曲） -アルバム『SZ10TH』収録（2021年）

WEST.
- 「Baby Good!!!」（編曲）-アルバム『WESTival』収録（2018年）

King & Prince
- 「Dance with me」（編曲）-アルバム『King & Prince』収録（2019年）
- 「&LOVE」（編曲）-アルバム『L&』収録（2020年）

なにわ男子
- 「Tutti Frutti」（編曲）-アルバム『POPMALL』収録（2023年）